# Wahlkreis Altenkirchen (Westerwald)
Der Wahlkreis Altenkirchen (Westerwald) (Wahlkreis 2) ist ein Landtagswahlkreis in Rheinland-Pfalz. Er umfasst die Verbandsgemeinden Altenkirchen (Westerwald), Flammersfeld, Gebhardshain (ehem.), Hamm (Sieg) und Wissen, die dem Landkreis Altenkirchen (Westerwald) angehören.

## Wahl 2021
Für die Landtagswahl 2021 treten folgende Kandidaten an:
| Direktkandidaten  | Partei           | Wahlkreisstimmen in % | Landesstimmen in % |
| ----------------- | ---------------- | --------------------- | ------------------ |
| Matthias Gibhardt | SPD              | 33,2 %                | 33,8 %             |
| Matthias Reuber   | CDU              | 38,0 %                | 33,3 %             |
| –                 | AfD              | –                     | 8,5 %              |
| Christian Chahem  | FDP              | 9,3 %                 | 6,1 %              |
| Ulrich Gondorf    | Grüne            | 8,0 %                 | 7,2 %              |
| Jan Krämer        | Die Linke        | 3,5 %                 | 2,6 %              |
| Roswitha Jeckel   | Freie Wähler     | 8,0 %                 | 3,9 %              |
| –                 | Piraten          | –                     | 0,5 %              |
| –                 | ÖDP              | –                     | 0,5 %              |
| –                 | Klimaliste       | –                     | 0,3 %              |
| –                 | Die PARTEI       | –                     | 0,8 %              |
| –                 | Tierschutzpartei | –                     | 1,8 %              |
| –                 | Volt             | –                     | 0,7 %              |

## Wahl 2016
Die Ergebnisse der Wahl zum 16. Landtag Rheinland-Pfalz vom 13. März 2016:
| Direktkandidaten                  | Partei       | Wahlkreisstimmen | Landesstimmen |
| --------------------------------- | ------------ | ---------------- | ------------- |
| Thorsten Wehner                   | SPD          | 31,7 %           | 33,4 %        |
| Peter Enders                      | CDU          | 41,7 %           | 35,3 %        |
| Kevin Lenz                        | GRÜNE        | 5,9 %            | 4,6 %         |
| Christian Chahem                  | FDP          | 7,5 %            | 5,8 %         |
| Udo Quarz                         | DIE LINKE    | 4,0 %            | 2,7 %         |
| Martina Petra Hildegard Gerhards  | FREIE WÄHLER | 6,1 %            | 2,0 %         |
| Hans-Peter König                  | PIRATEN      | 3,0 %            | 0,9 %         |
| –                                 | AfD          | –                | 13,6 %        |
| –                                 | Sonstige     | –                | 1,7 %         |
| Wahlberechtigte: 56.718 Einwohner |              |                  |               |
| Wahlbeteiligung: 66,4 %           |              |                  |               |

- Direkt gewählt wurde Peter Enders, dem Jessica Weller, nach seinem Ausscheiden aus dem Landtag, nachfolgte.
- Thorsten Wehner (SPD) wurde über die Landesliste (Listenplatz 26) in den Landtag gewählt. Wegen Betrugsvorwürfen verzichtete Thorsten Wehner auf das Mandat und Heijo Höfer folgte nach.

## Wahl 2011
Die Ergebnisse der Wahl zum 16. Landtag Rheinland-Pfalz vom 27. März 2011:
| Direktkandidaten                  | Partei    | Wahlkreisstimmen | Landesstimmen |
| --------------------------------- | --------- | ---------------- | ------------- |
| Thorsten Wehner                   | SPD       | 35,7 %           | 32,9 %        |
| Peter Enders                      | CDU       | 42,3 %           | 39,9 %        |
| Axel Bittersohl                   | FDP       | 3,9 %            | 4,1 %         |
| Gerd Dittmann                     | Grüne     | 13,7 %           | 15,0 %        |
| Aaron Bläser                      | Die Linke | 4,3 %            | 3,6 %         |
| –                                 | Sonstige  | –                | 4,5 %         |
| Wahlberechtigte: 57.167 Einwohner |           |                  |               |
| Wahlbeteiligung: 58,3 %           |           |                  |               |

- Direkt gewählt wurde Peter Enders (CDU).[5]
- Thorsten Wehner (SPD) wurde über die Landesliste (Listenplatz 34) in den Landtag gewählt.[7]

## Wahl 2006
Die Ergebnisse der Wahl zum 15. Landtag Rheinland-Pfalz vom 26. März 2006:
| Direktkandidaten                  | Partei   | Wahlkreisstimmen | Landesstimmen |
| --------------------------------- | -------- | ---------------- | ------------- |
| Thorsten Wehner                   | SPD      | 38,4 %           | 42,1 %        |
| Peter Enders                      | CDU      | 46,6 %           | 37,8 %        |
| Axel Bittersohl                   | FDP      | 7,8 %            | 9,2 %         |
| Gerd Dittmann                     | Grüne    | 5,2 %            | 3,9 %         |
| Andreas Rückbrodt                 | WASG     | 2,1 %            | 2,2 %         |
| –                                 | Sonstige | –                | 4,9 %         |
| Wahlberechtigte: 57.326 Einwohner |          |                  |               |
| Wahlbeteiligung: 54,1 %           |          |                  |               |

- Direkt gewählt wurde Peter Enders (CDU).[8]
- Thorsten Wehner (SPD) wurde über die Landesliste (Listenplatz 48) in den Landtag gewählt.[10]

## Wahlkreissieger
| Wahl | Name            | Partei | Stimmenanteil |
| ---- | --------------- | ------ | ------------- |
| 1991 | Alfred Beth     | CDU    | 44,5 %        |
| 1996 | Alfred Beth     | CDU    | 47,7 %        |
| 2001 | Peter Enders    | CDU    | 45,8 %        |
| 2006 | Peter Enders    | CDU    | 46,6 %        |
| 2011 | Peter Enders    | CDU    | 43,2 %        |
| 2016 | Peter Enders    | CDU    | 41,7 %        |
| 2021 | Matthias Reuber | CDU    | 38,0 %        |